# Frenchman Bay

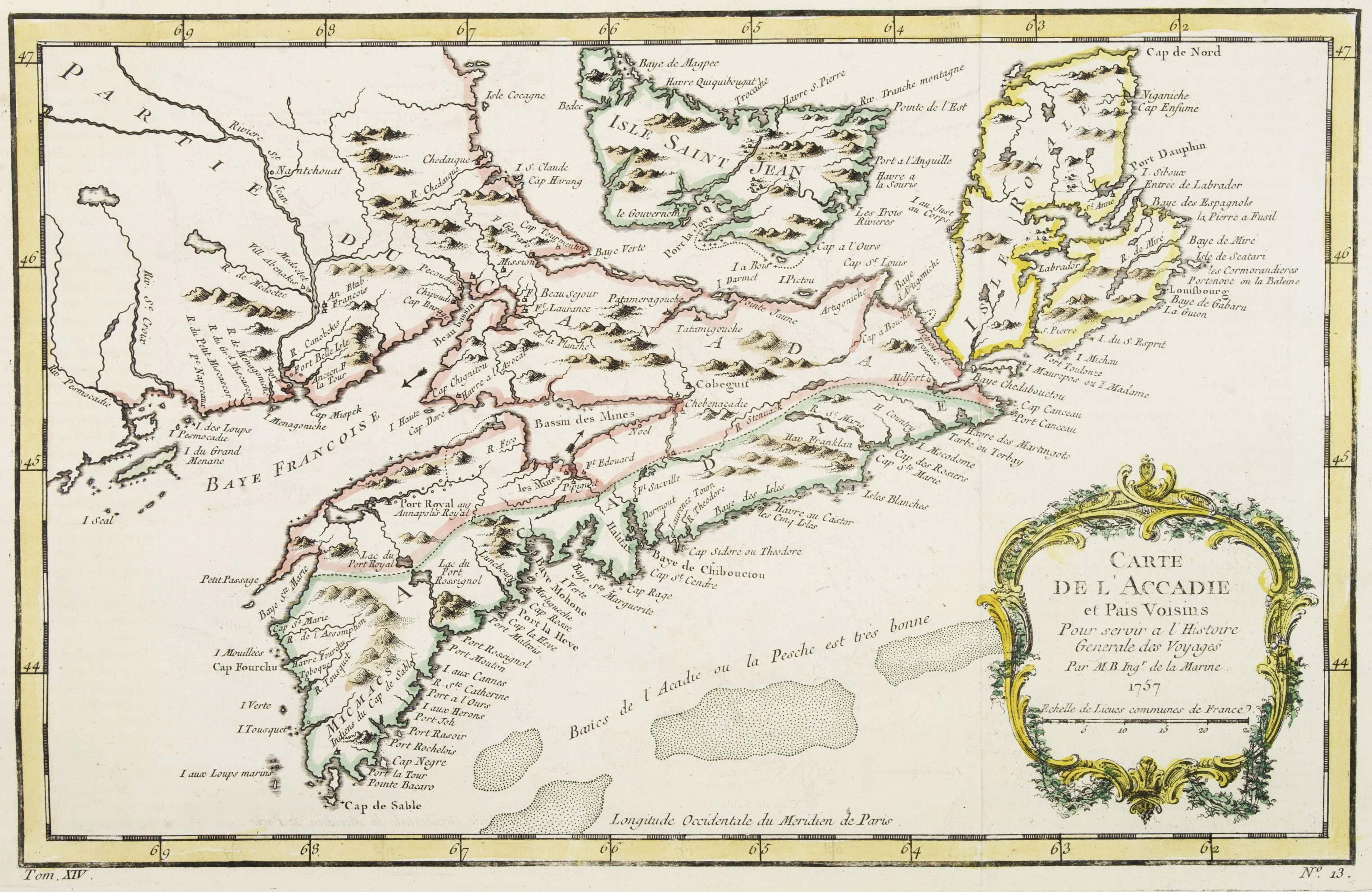
La Baye Françoise, sur une carte de l'Acadie de 1757.

Frenchman Bay est une baie ouverte sur l'océan Atlantique et située dans l'État du Maine. Elle s'appelait Baye françoise à l'époque de la Nouvelle-France.
La Frenchman Bay s'étend sur le comté de Hancock non loin de l'île des Monts Déserts et du Parc national d'Acadia. Les principales villes bordant cette baie sont Bar Harbor et Hancock.
Cette baie doit son nom au navigateur français Samuel de Champlain qui aborda ce rivage lors de son voyage en 1604.

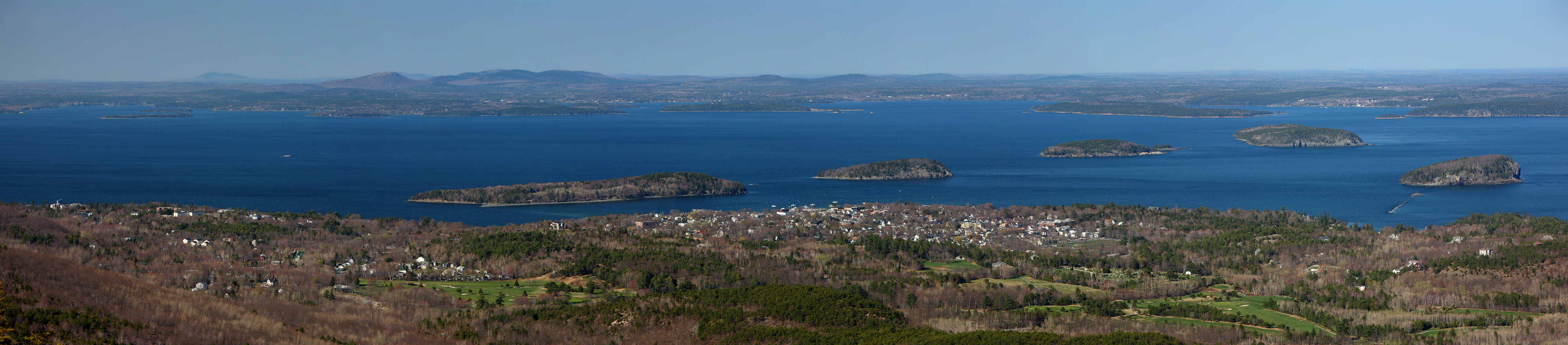
Vue de la Frenchman Bay et du parc national d'Acadia depuis le sommet du Mont Cadillac.